# Não merece ser estuprada

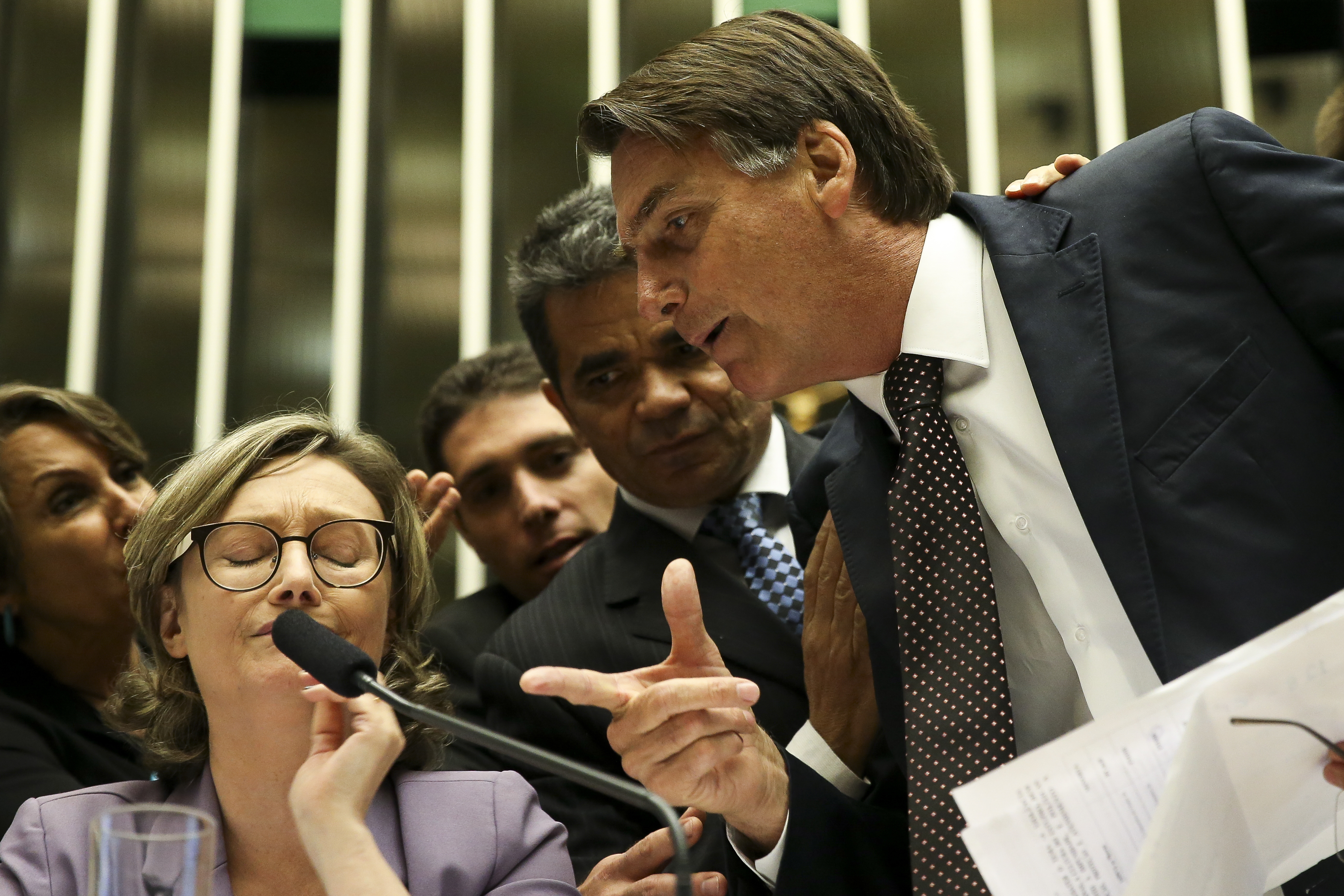
Jair Bolsonaro discutindo com a deputada Maria do Rosário no plenário da Câmara dos Deputados, em 2016

"Não merece ser estuprada" refere-se ao processo judicial no Brasil por incitação ao crime de estupro em função de o então deputado federal Jair Bolsonaro dizer que "não estupraria" a deputada federal Maria do Rosário "porque não merece". A frase foi dita pela primeira vez em 2003, no Salão Verde do Câmara dos Deputados do Brasil, e pela segunda vez em 2014, em discurso no Plenário da Câmara, e pela terceira vez um dia depois, em entrevista ao jornal Zero Hora.

## Caso de 2003
Em 11 de novembro de 2003, o então deputado federal Jair Bolsonaro estava sendo entrevistado pela RedeTV! no Salão Verde da Câmara dos Deputados, enquanto a também deputada federal Maria do Rosário aguardava. O assunto era o Caso Liana Friedenbach e Felipe Caffé, ocorrido no início do mês, que havia causado grande comoção no país, cometido por um grupo liderado por um menor de idade. Enquanto Bolsonaro era a favor da redução da maioridade penal no Brasil, Rosário tinha opinião contrária. Em dado momento, os dois parlamentares iniciaram uma discussão.

— O senhor é que promove essas violências. Promove, sim. (Rosário)
— Grava isso aí, grava isso aí, me chamando de estuprador. (Bolsonaro)
— É, sim, é. (Rosário)
— Jamais estupraria você por que você não merece. (Bolsonaro)
— É bom que não, por que senão eu lhe dou uma bofetada... (Rosário)
— Dá que eu te dou outra. Dá que eu te dou outra. Você me chamou de estuprador. Você não tem moral. Vagabunda, tá? Vagabunda, ok? (Bolsonaro, empurrando Rosário)
— O senhor está me empurrando? Mas o que é isso? O que é isso? (Rosário, chorando)
— Vai chorar, agora? Desequilibrada… E ainda bem que a câmera filmou tudo. (Bolsonaro)
As imagens foram gravadas pela RedeTV! e divulgadas. As senadoras Ana Júlia Carepa, Patrícia Saboya, Fátima Cleide e Ideli Salvatti protocolaram voto de repúdio a Bolsonaro pela agressão, enviando também mensagem de solidariedade a Rosário. As senadoras lamentaram que o episódio havia ocorrido pouco tempo antes do Dia Internacional pela Eliminação da Violência contra a Mulher, no dia 25 de novembro, onde ocorreria sessão solene no Senado Federal. A liderança do Partido dos Trabalhadores na Câmara encaminhou à Mesa Diretora uma representação contra Bolsonaro pedindo apuração dos fatos. O líder do PT Nelson Pelegrino disse que, após isso, Bolsonaro teria que ser submetido ao Conselho de Ética e Decoro Parlamentar.
Em 26 de outubro de 2004, foi relatado que Bolsonaro ainda estava sendo investigado pela Corregedoria da Câmara devido ao caso. Enquanto Bolsonaro fazia um discurso no plenário da Câmara em fevereiro de 2005, um grupo de deputadas se posicionou na primeira fila do plenário e ficou de costas para ele, como forma de protesto contra o caso.

## Casos de 2014 e processo
Em 9 de dezembro de 2014, durante um discurso de Maria do Rosário no plenário da Câmara dos Deputados, em que defendia os integrantes da Comissão Nacional da Verdade, Bolsonaro voltou a atacá-la verbalmente, reiterando que "não a estupraria porque ela não merece" e continuou, pedindo a ela que não saísse do plenário, para ouvir o que ele tinha a dizer. A briga ocorreu após ela dizer que a ditadura militar foi "vergonha absoluta" para o Brasil. Em um vídeo em sua defesa sobre o caso no mesmo ano, Bolsonaro alegou que sua fala foi "uma resposta reflexa": "Foi uma palavra proferida por mim a ela em cima da acusação de estuprador", afirmou. Em uma entrevista um dia depois, Bolsonaro disse ao jornal Zero Hora: "Ela não merece [ser estuprada] porque ela é muito ruim, porque ela é muito feia. Não faz meu gênero. Jamais a estupraria."
Em virtude das declarações feitas durante as discussões com Maria do Rosário, Bolsonaro foi condenado em primeira instância por danos morais em setembro de 2015. Em junho de 2016, o Supremo Tribunal Federal (STF), ao analisar denúncia da Procuradoria Geral da República e queixa da própria deputada, decidiu abrir duas ações penais contra o deputado Bolsonaro. Em uma decisão por quatro votos contra um, a Segunda Turma do STF entendeu que, além de incitar a prática do estupro, Bolsonaro ofendeu a honra da colega. Como resultado, o deputado tornou-se réu pela prática de apologia ao crime e por injúria. A denúncia contra Bolsonaro por apologia ao crime foi apresentada em dezembro de 2014 por Ela Wiecko (vice-procuradora-geral da República). Foi relatado que, se condenado, ele poderia ser punido com pena de três a seis meses de prisão, mais multa. Em 15 de agosto de 2017, o Superior Tribunal de Justiça (STJ) manteve a decisão da primeira instância e determinou o pagamento de uma indenização de dez mil reais para Maria do Rosário. Em 19 de fevereiro de 2019, o STF negou recurso da defesa de Bolsonaro manteve a decisão das instâncias inferiores. Por fim, em maio, a Justiça determinou que o valor fosse pago em até 15 dias úteis e que Bolsonaro publicasse uma nota de retratação.
Em 13 de junho de 2019, Bolsonaro pediu desculpas, em mensagem publicada no Twitter, à deputada federal Maria do Rosário. Na nota de desculpa, ele afirmou estar à época "no calor do momento" em meio a um embate ideológico sobre direitos humanos com parlamentares e justificou ter falado que ela "não merecia ser estuprada" ao relembrar de quando foi chamado de "estuprador" pela deputada. Ao pedir desculpas pelas declarações feitas contra a deputada Maria do Rosário, Bolsonaro disse querer aproveitar o caso para manifestar o "integral e irrestrito respeito às mulheres" e ressaltou ter defendido penas mais severas para condenados por estupro, como a castração química, e classificar como hediondos os crimes passionais.
Quando assumiu a Presidência, o processo foi suspenso. Com o fim do mandato e do foro privilegiado, o STF determinou que o caso voltasse a tramitar na 1.ª instância da Justiça do DF. Em 10 de julho, o caso onde Bolsonaro era réu por injúria foi para um juizado especial criminal, acolhendo um pedido do Ministério Público do DF. No dia 24, o processo foi arquivado; o juiz Francisco Antonio Alves de Oliveira disse que os os crimes de calúnia e injúria imputados ao ex-presidente prescreveram. Em setembro, tornou-se réu por incitação ao crime de estupro. O processo foi acatado pelo Tribunal de Justiça do Distrito Federal e Territórios (TJDFT), e havia sido inicialmente enviado pelo ministro Dias Toffoli em junho do mesmo ano.